# Ракетные войска стратегического назначения Российской Федерации
Ракетные войска стратегического назначения (РВСН) — до 2001 года вид войск, после 2001 года и до настоящего момента отдельный род войск Вооружённых сил Российской Федерации, находящийся в непосредственном подчинении Генерального штаба Вооружённых сил Российской Федерации, главный компонент стратегических ядерных сил Российской Федерации.

Малая эмблема РВСН

Войска постоянной боевой готовности, предназначенные для ядерного сдерживания возможной агрессии и поражения в составе стратегических ядерных сил или самостоятельно массированными, групповыми или одиночными ракетно-ядерными ударами стратегических объектов, находящихся на одном или нескольких стратегических направлениях и составляющих основу военных и военно-экономических потенциалов противника. На основном вооружении РВСН состоят все российские наземные межконтинентальные баллистические ракеты мобильного и шахтного базирования с ядерными боеголовками.
Главный штаб РВСН расположен в посёлке Власиха Московской области. Командующий РВСН — генерал-полковник С. В. Каракаев.
Памятный День Ракетных войск стратегического назначения установлен 17 декабря.
Код номерных знаков транспортных средств РВСН ВС России — 23.

## История
Ракетные войска стратегического назначения России были созданы после распада СССР на основе объединений, соединений и воинских частей Ракетных войск стратегического назначения СССР, которые достались ей в процессе раздела Вооружённых сил СССР.

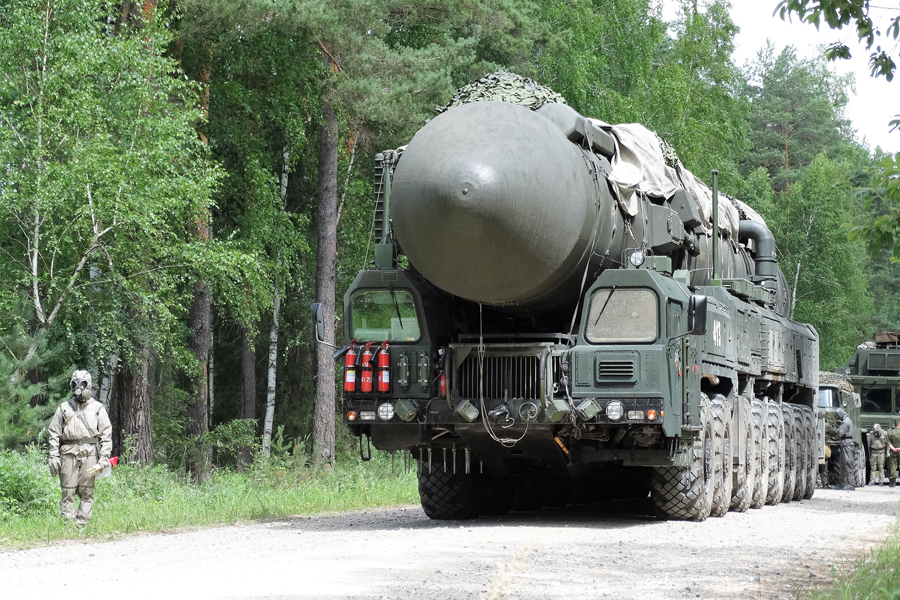
ПУ 15У175М ПГРК РС-24 «Ярс» 54-й гв. рд в ходе финального этапа конкурса РВСН «Стратегическое многоборье».

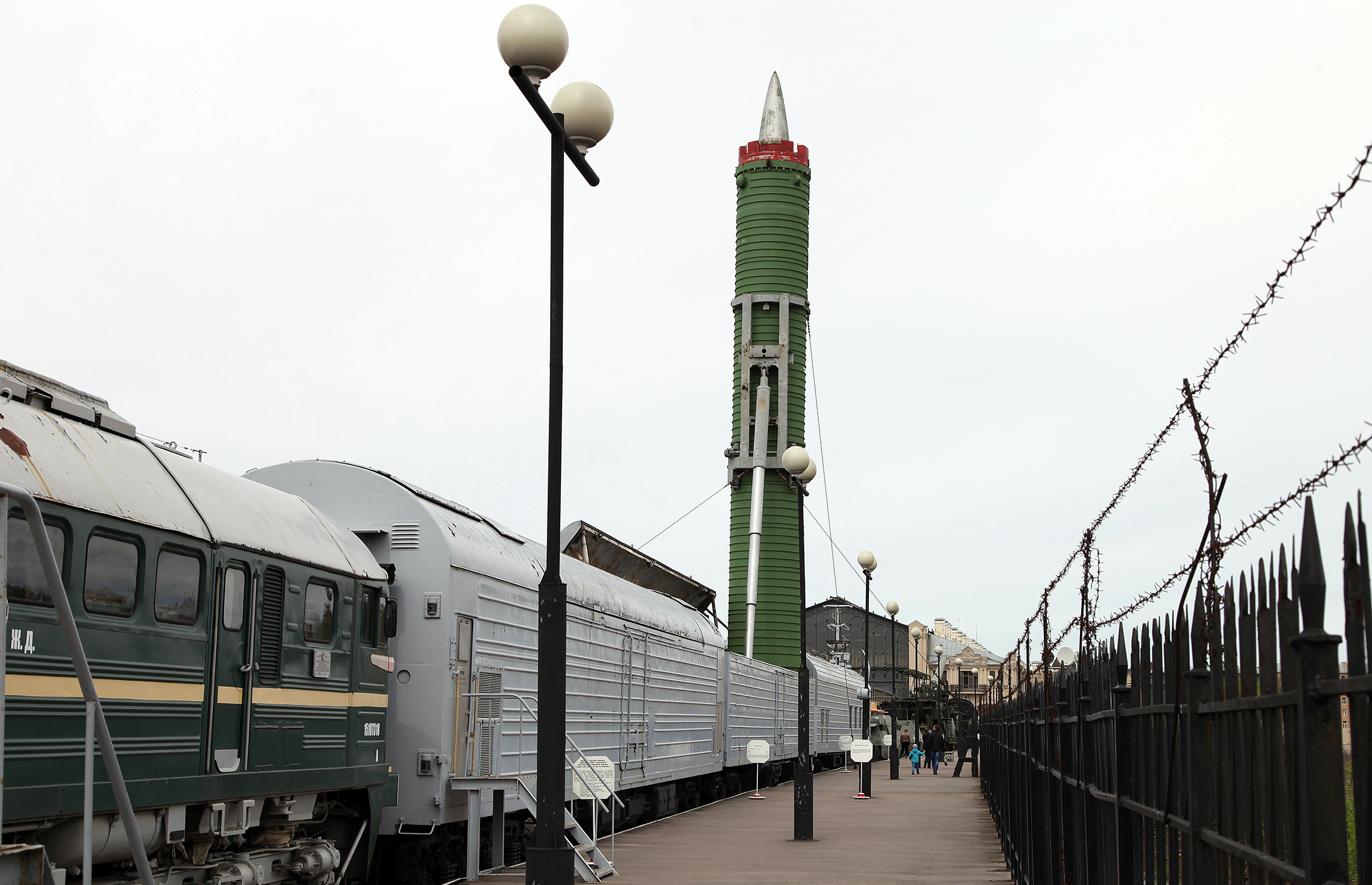
Боевой железнодорожный ракетный комплекс РТ-23 УТТХ «Молодец», стоявший на боевом дежурстве c 1987 по 2005 годы.

1992—1995 годы — распад СССР и единых вооружённых сил. В данный период происходил вывоз ядерных боеголовок с территории Украины, Казахстана и Белоруссии, а также ликвидация ракетных комплексов в указанных государствах. Формирование структуры российских РВСН.
В начале 1990-х годов сокращению РВСН сопутствовал процесс распада СССР и единых вооружённых сил и образования самостоятельных государств с собственными вооружёнными формированиями. 30 декабря 1991 года в Минске на встрече глав государств СНГ был подписан ряд документов по военным вопросам, в соответствии с которыми министерство обороны СССР подлежало ликвидации, а вместо него создавалось главное командование Объединённых вооружённых сил СНГ. Государства СНГ получили право создавать собственные вооружённые силы на базе частей ВС СССР, которые дислоцировались на территории этих государств, за исключением тех из них, которые признавались «стратегическими силами» и должны были остаться под объединённым командованием СНГ.
В течение первых месяцев существования СНГ лидеры основных союзных республик обсуждали вопрос о формировании единых вооружённых сил СНГ, однако этот процесс развития не получил, министерство обороны СССР функционировало как главное командование Объединённых вооружённых сил СНГ до декабря 1993 года. До мая 1992 года после отставки президента СССР Михаила Горбачёва т. н. ядерный чемоданчик находился у министра обороны СССР Евгения Шапошникова.
В Стратегические силы ОВС СНГ кроме бывших Ракетных войск стратегического назначения СССР вошли ядерные силы бывшей Дальней авиации СССР и ВМФ СССР. Командующим Стратегическими силами был назначен бывший командующий РВСН СССР генерал армии Максимов Юрий Павлович.

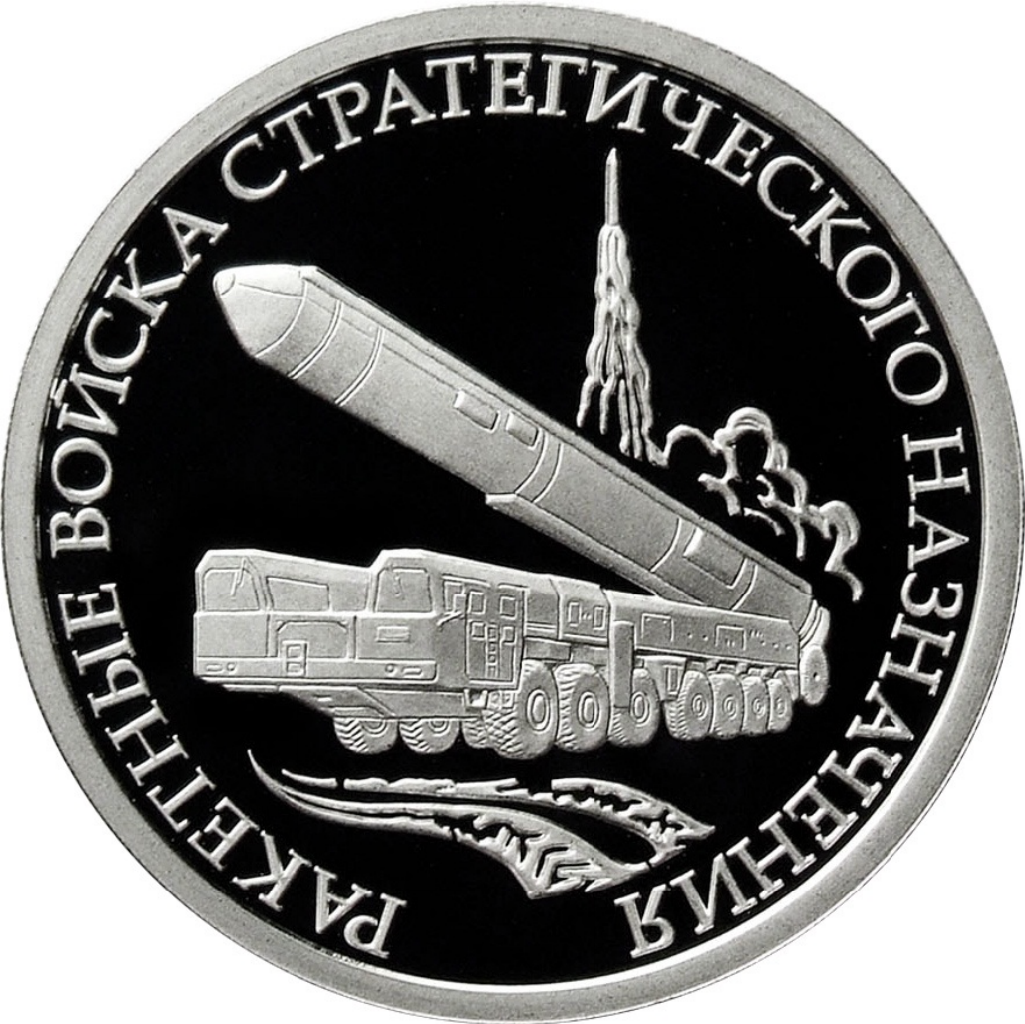
Монета Банка России 2011 г. — Серия: Вооружённые Силы Российской Федерации: Ракетные войска стратегического назначения. 1 рубль из серебра, реверс.

Правительство Украины отказалось рассматривать концепцию создания общих Стратегических сил ОВС СНГ и 5 апреля 1992 года осуществило перевод под украинскую юрисдикцию соединений 43-й ракетной армии и 46-й воздушной армии стратегического назначения, которые были дислоцированы на территории Украины. В итоге подобных шагов украинских властей ни одна из воинских частей, дислоцированных на Украине и вооружённых стратегическим ядерным оружием, не была включена в состав Стратегических сил ОВС СНГ. Фактически бывшие РВСН СССР были разделены на РВСН Российской Федерации и 43-ю ракетную армию Украины. Согласно российским источникам переподчинение 43-й ракетной армии Министерству обороны Украины произошло 31 декабря 1992 года.
Отсутствие прогресса в военной интеграции стран CНГ подтолкнуло руководство Российской Федерации кроме создания Вооружённых сил Российской Федерации, пересмотреть вопрос о принадлежности Стратегических сил ОВС СНГ. Летом 1992 года были образованы Ракетные войска стратегического назначения Вооружённых сил Российской Федерации (РВСН ВС РФ), первым командующим которых 19 августа 1992 года был назначен генерал-полковник Сергеев Игорь Дмитриевич. Под руководством Сергеева И. Д., который не оставлял без внимания боеготовность ракетных соединений оставшихся в связи с распадом СССР за пределами России, происходило создание и становление РВСН ВС РФ.
Вооружённые силы Российской Федерации были образованы указом президента Российской Федерации Бориса Ельцина от 7 мая 1992 года № 466 «О создании Вооружённых сил Российской Федерации». В российской армии РВСН стали отдельным видом Вооружённых сил.
На момент подписания Беловежских соглашений советское ядерное оружие дислоцировалось на территории четырёх союзных республик: России, Украины, Белоруссии и Казахстана. Совместные дипломатические усилия России и Соединённых Штатов Америки привели к тому, что Украина, Белоруссия и Казахстан отказались от статуса ядерных держав и передали России весь военный ядерный потенциал, оказавшийся на их территории. При этом в Россию были переданы на утилизацию только ядерные боеголовки, демонтированные с ракет. Все межконтинентальные баллистические ракеты на территории Украины, Белоруссии и Казахстана были уничтожены на месте. Также в данных государствах на месте были расформированы все соединения бывших РВСН СССР. Исключение коснулось только одного соединения 43-й ракетной армии (49-я гвардейская ракетная дивизия), которая поэтапно была выведена на российскую территорию и также расформирована к концу 1995 года. 43-я ракетная армия, отошедшая Украине, была расформирована в августе 2002 года. По заключению экспертов все формирования бывших РВСН СССР, дислоцированные вне территории Российской Федерации, были для неё утеряны.

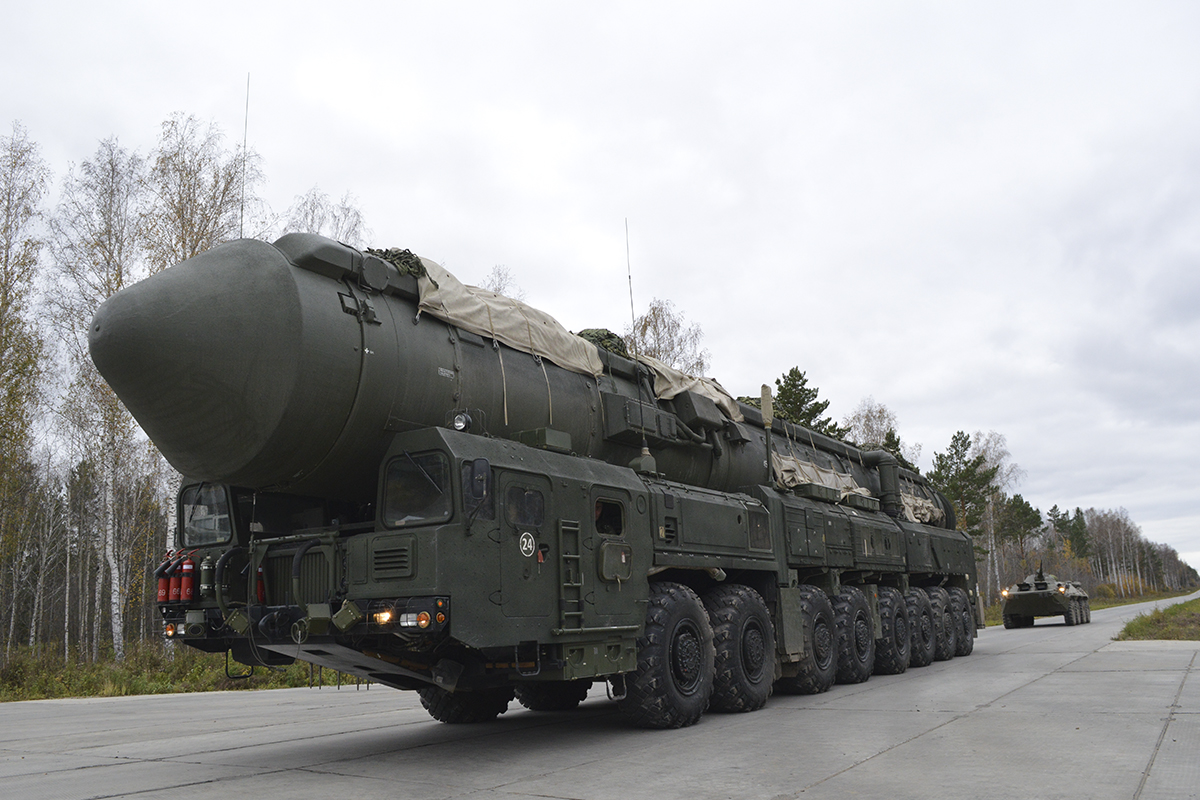
ПУ 15У175М РС-24 «Ярс» 39-й гв. рд в ходе командно-штабного учения 29 сентября 2017.

1996 год — начало перевооружения РВСН на новые ракетные комплексы с унифицированными ракетами стационарного базирования «Тополь-М» 5-го поколения.
В 1995 году указом президента РФ был установлен день Ракетных войск стратегического назначения. В тот же год небесной покровительницей РВСН была объявлена святая великомученица Варвара.
В 1997 году, в ходе военной реформы, в состав Ракетных войск стратегического назначения были включены военно-космические силы и войска ракетно-космической обороны из состава расформированных Войск ПВО. С 1997 по 2001 год, кроме ракетных армий и дивизий, в состав РВСН входили также воинские части и учреждения запуска и управления космическими аппаратами, а также объединения и соединения ракетно-космической обороны. 1 июня 2001 года космические войска были выделены из состава РВСН в отдельный род войск. Одновременно РВСН были преобразованы из вида войск в самостоятельный род войск центрального подчинения.
2001—2009 годы — модернизация и оптимизация боевого состава ракетной группировки с одновременным выполнением структурных преобразований РВСН с учётом договорных обязательств между Россией и США.
2009—2010 годы — масштабные мероприятия по совершенствованию ракетной группировки: на боевое дежурство ставятся ракетные полки, вооружённые новым подвижным грунтовым ракетным комплексом (ПГРК) «Тополь-М» с ракетой РТ-2ПМ2, выводятся из боевого состава ракетные полки, имеющие на вооружении «тяжёлые» ракеты Р-36М УТТХ.

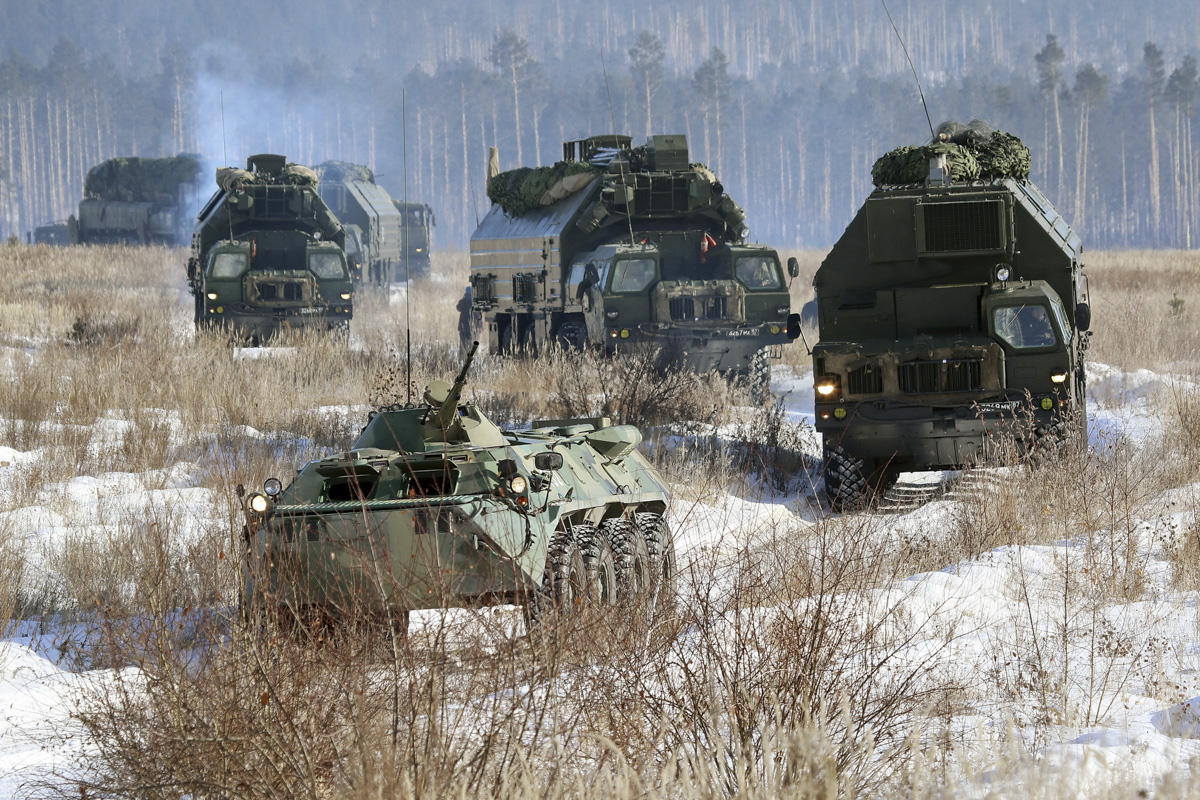
Колонна военной техники 29-й гв. рд на полевом выходе 2 февраля 2017.

В настоящее время РВСН в соответствии с принятыми Россией международными обязательствами проводят плановое сокращение ракетной группировки, одновременно проводя мероприятия по её поддержанию в боеготовом состоянии и последовательной модернизации. На боевое дежурство ставятся ракетные полки, вооружённые подвижным грунтовым ракетным комплексом «Ярс», проводятся работы по созданию новых ракетных комплексов и совершенствованию системы боевого управления.
На вооружении РВСН находится шесть типов ракетных комплексов, подразделяющихся по видам базирования на стационарные и мобильные. Основу группировки стационарного базирования составляют РК с ракетами «тяжёлого» (РС-20В «Воевода») и «лёгкого» (РС-18 «Стилет», РС-12М2 «Тополь-М») классов. В составе группировки мобильного базирования находятся ПГРК «Тополь» с ракетой РС-12М, «Тополь-М» с ракетой РС-12М2 моноблочного оснащения и ПГРК «Ярс» с ракетой РС-12М2Р и разделяющейся головной частью в мобильном и стационарном вариантах базирования.
Стратегия развития РВСН предусматривает увеличение доли мобильных ракетных комплексов и постановку на вооружение комплексов «Тополь-М» и «Ярс», способных преодолевать современные и перспективные системы ПРО.
В 2015 году РВСН получили от промышленности 35 новых ракет «Ярс» шахтного и подвижного базирования, поставленных на вооружение шести ракетных полков, которые заступили на боевое дежурство в 42-й, 39-й и 28-й ракетных дивизиях
В 2016 году на этот комплекс будут перевооружены ещё пять полков — в Иркутске, Йошкар-Оле, Нижнем Тагиле, Новосибирске и Козельске. Эти ракеты заменят ракеты РС-12М «Тополь» и РС-18 «Стилет». К 2020 году планируется полностью заменить устаревшие ракетные комплексы комплексами «Ярс», «Рубеж» и «Сармат». Возможно принятие на вооружение нового боевого железнодорожного ракетного комплекса (БЖРК) «Баргузин». В 2013 году заместитель министра обороны Юрий Борисов заявил о возобновлении Московским институтом теплотехники опытно-конструкторских работ по созданию железнодорожных ракетных комплексов нового поколения. 2 декабря 2017 программа БЖРК была свёрнута на неопределённый срок. Возможно, что работы над боевым железнодорожным комплексом продолжатся после 2030 года.

## Руководство РВСН России

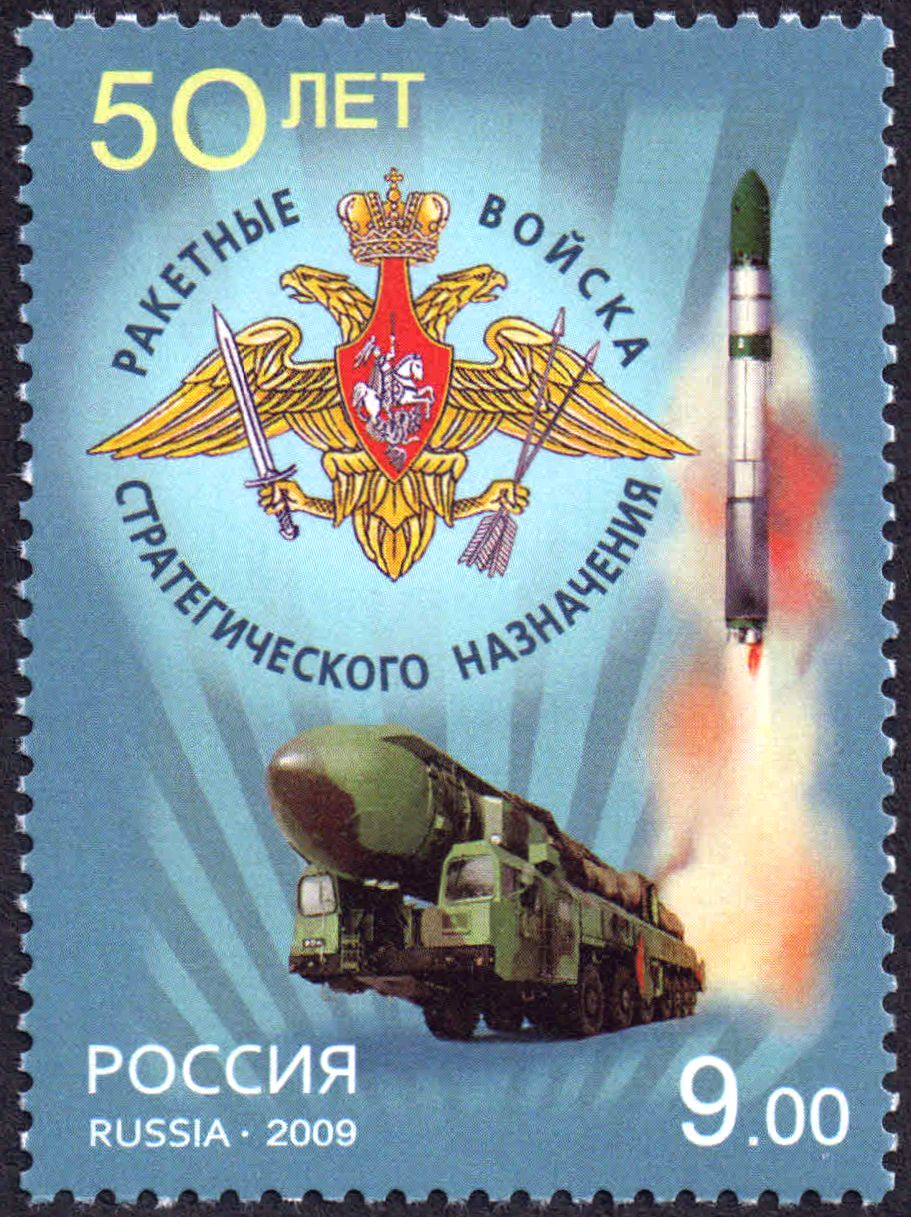
50 лет РВСН. Почтовая марка России, 2009 год,

### Главнокомандующие (1992—2001), командующие (с 2001 года)
- февраль 1992 — август 1992 — генерал армии Максимов Юрий Павлович.
- август 1992 — май 1997 — генерал-полковник (до 1996), генерал армии Сергеев Игорь Дмитриевич,
впоследствии Министр обороны России (1997—2001), Маршал Российской Федерации (1997).
- июль 1997 — май 2001 — генерал-полковник (до 2000), генерал армии Яковлев Владимир Николаевич.
- июль 2001 — октябрь 2009 — генерал-полковник Соловцов Николай Евгеньевич[28].
- октябрь 2009 — июнь 2010 — генерал-лейтенант Швайченко Андрей Анатольевич[28].
- С июня 2010 — генерал-лейтенант (до 2012), генерал-полковник Каракаев Сергей Викторович[29][30].

### Начальники Главного штаба РВСН (Начальники штаба РВСН с 2001)

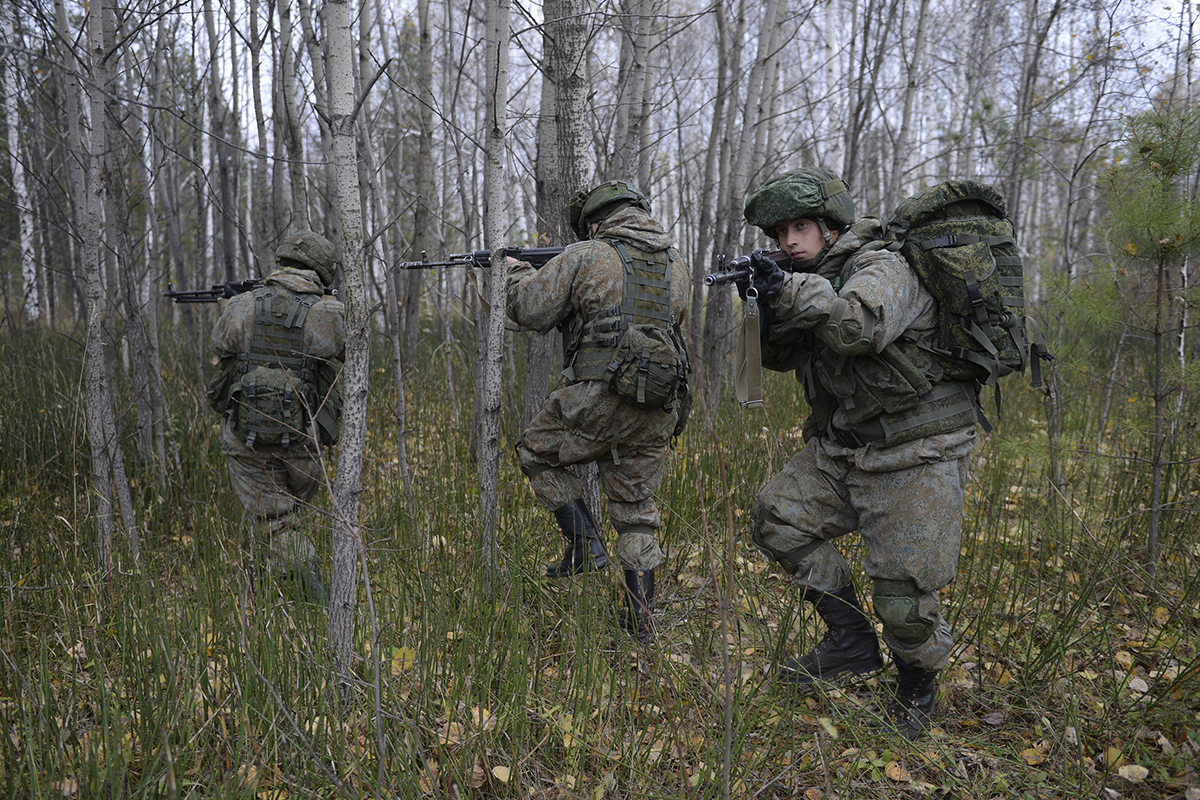
Военнослужащие 39-й гв. рд в ходе КШУ 29 сентября 2017 г.

- февраль 1992 — сентябрь 1994 — генерал-лейтенант, с 1988 генерал-полковник Кочемасов, Станислав Григорьевич.
- ноябрь 1994 — декабрь 1996 — генерал-лейтенант, с 1994 генерал-полковник Есин, Виктор Иванович.
- декабрь 1996 — июль 1997 — генерал-лейтенант, с 1997 генерал-полковник Яковлев, Владимир Николаевич.
- сентябрь 1997 — май 2001 — генерал-лейтенант, с 1998 генерал-полковник Перминов, Анатолий Николаевич.
- июль 2001 — июнь 2006 — генерал-лейтенант Хуторцев, Сергей Владимирович.
- июнь 2006 — октябрь 2009 — генерал-лейтенант Швайченко, Андрей Анатольевич.
- октябрь 2009 — август 2010 — генерал-лейтенант Каракаев, Сергей Викторович.
- август 2010 — март 2017 — генерал-лейтенант Рева, Иван Фёдорович.
- март 2017 — апрель 2019 — генерал-лейтенант Пономаренко, Александр Григорьевич
- апрель 2019 — н. в. — генерал-лейтенант Фазлетдинов, Игорь Робертович

## Состав
В настоящее время Ракетные войска стратегического назначения включают в себя командование РВСН (дислоцирующийся в подмосковном посёлке Власиха) и три ракетные армии, в которые организационно входят двенадцать ракетных дивизий. Кроме того, РВСН в своём составе имеют: Государственный центральный межвидовой полигон (Капустин Яр), Испытательный полигон (в Казахстане), отдельную научно-испытательную станцию на Камчатке (в 2010 году передана в состав Космических войск, в 2015 вошла в состав ВКС), 4-й Центральный научно-исследовательский институт и Военную академию имени Петра Великого в Балашихе, а также входящий в неё на правах обособленного подразделения Серпуховский военный институт ракетных войск. В состав РВСН также входят арсеналы и центральные ремонтные заводы, база хранения вооружения и военной техники. 
По данным на конец 2011 года, в составе РВСН находился 381 ракетный комплекс, способный нести 1277 ядерных боезарядов. В настоящее время на вооружении РВСН находятся: 58 тяжёлых ракет Р-36МУТТХ и Р-36М2 (SS-18, Satan), 70 ракет УР-100Н УТТХ (SS-19), 171 подвижных грунтовых комплексов РТ-2ПМ «Тополь» (SS-25), 56 комплексов РТ-2ПМ2 «Тополь-М» шахтного базирования (SS-27), 18 мобильных комплексов РТ-2ПМ2 «Тополь-М» (SS-27) и 15 мобильных комплексов РС-24 «Ярс».
По данным на 18 января 2012 года, Россия располагала уже 391 развёрнутым ракетным носителем, способным доставить 1299 боезарядов. По официальным данным РВСН на 2014 год, количество новых МБР «Тополь-М» и «Ярс» в общей доле ракетных комплексов превышало 1/3: из 311 МБР к относительно «новым» относились — 111 ракет.
Вдобавок, в 2014-2015 годах Россия развернула купленные у Украины в 2002—2004 годах 30 комплектов ракет УР-100Н УТТХ, хранившихся на складах в незаправленном состоянии. По заявлению тогдашнего главкома РВСН РФ Н. Соловцова, эти ракеты могут простоять на боевом дежурстве, по меньшей мере, до 2020 года, а как максимум — до 2030 года.
В течение следующих 1,5 лет количество исправных ракетных комплексов, однако, снизилось, и по сведениям иностранных наблюдателей, на начало 2017 года составляло всего 286 ракетных носителей различных типов, оснащённых 958 ядерными боеголовками. По данным других зарубежных экспертов, в составе РВСН России на 28 февраля 2017 года находилось всего 316 ракетных носителей, оснащённых 1076 ядерными боезарядами.
По данным на июль 2018 года, в составе РВСН находилось около 300 носителей, оснащённых примерно 1200 ядерными боеголовками. По состоянию на январь 2020 года, РВСН имели на вооружении 320 носителей, оснащённых 1181 ядерной боеголовкой. При этом количество относительно новых МБР в общей доле ракетных комплексов составило более 3/5: 188 из 300.
| Ракетный комплекс                           | Количество | Боевых блоков в головной части ракеты | Всего боезарядов                       | Места дислокации                                                 |
| ------------------------------------------- | ---------- | ------------------------------------- | -------------------------------------- | ---------------------------------------------------------------- |
| Р-36М/Р-36М2                                | 46         | 10                                    | 460                                    | Домбаровский, Ужур                                               |
| УР-100Н УТТХ                                | 2          | 1                                     | 2                                      | Татищево                                                         |
| РТ-2ПМ «Тополь»                             | 45         | 1                                     | 45                                     | Сибирский, Выползово                                             |
| РТ-2ПМ2 «Тополь-М» (шахтного базирования)   | 60         | 1                                     | 60                                     | Татищево                                                         |
| РТ-2ПМ2 «Тополь-М» (мобильного базирования) | 18         | 1                                     | 18                                     | Тейково                                                          |
| РС-24 «Ярс» (мобильного базирования)        | 135        | 4                                     | 540                                    | Тейково, Новосибирск, Нижний Тагил, Йошкар-Ола, Иркутск, Барнаул |
| РС-24 «Ярс» (шахтного базирования)          | 14         | 4                                     | 56                                     | Козельск                                                         |
| Всего                                       | 320        |                                       | 1181 (стоящие на боевом дежурстве ЯББ) |                                                                  |

## Состав и численность РВСН
| Динамика изменения состава РВСН с 1990 по 2010 годы | Динамика изменения состава РВСН с 1990 по 2010 годы | Динамика изменения состава РВСН с 1990 по 2010 годы | Динамика изменения состава РВСН с 1990 по 2010 годы | Динамика изменения состава РВСН с 1990 по 2010 годы | Динамика изменения состава РВСН с 1990 по 2010 годы | Динамика изменения состава РВСН с 1990 по 2010 годы | Динамика изменения состава РВСН с 1990 по 2010 годы | Динамика изменения состава РВСН с 1990 по 2010 годы | Динамика изменения состава РВСН с 1990 по 2010 годы | Динамика изменения состава РВСН с 1990 по 2010 годы | Динамика изменения состава РВСН с 1990 по 2010 годы | Динамика изменения состава РВСН с 1990 по 2010 годы | Динамика изменения состава РВСН с 1990 по 2010 годы | Динамика изменения состава РВСН с 1990 по 2010 годы | Динамика изменения состава РВСН с 1990 по 2010 годы | Динамика изменения состава РВСН с 1990 по 2010 годы |
| Носители                                            | Количество возможных боезарядов по годам            | Количество возможных боезарядов по годам            | Количество возможных боезарядов по годам            | Количество возможных боезарядов по годам            | Количество возможных боезарядов по годам            | Количество возможных боезарядов по годам            | Количество возможных боезарядов по годам            | Количество возможных боезарядов по годам            | Количество возможных боезарядов по годам            | Количество возможных боезарядов по годам            | Количество возможных боезарядов по годам            | Количество возможных боезарядов по годам            | Количество возможных боезарядов по годам            | Количество возможных боезарядов по годам            | Количество возможных боезарядов по годам            | Количество возможных боезарядов по годам            |
|                                                     | 1990                                                | июл.97                                              | июл.98                                              | июл.99                                              | июл.00                                              | июл.01                                              | июл.02                                              | июл.03                                              | июл.04                                              | окт.05                                              | июл.06                                              | янв.07                                              | янв.08                                              | янв.09                                              | июл.09                                              | дек.10                                              |
| --------------------------------------------------- | --------------------------------------------------- | --------------------------------------------------- | --------------------------------------------------- | --------------------------------------------------- | --------------------------------------------------- | --------------------------------------------------- | --------------------------------------------------- | --------------------------------------------------- | --------------------------------------------------- | --------------------------------------------------- | --------------------------------------------------- | --------------------------------------------------- | --------------------------------------------------- | --------------------------------------------------- | --------------------------------------------------- | --------------------------------------------------- |
| РС-10                                               | 326                                                 | 0                                                   | 0                                                   | 0                                                   | 0                                                   | 0                                                   | 0                                                   | 0                                                   | 0                                                   | 0                                                   | 0                                                   | 0                                                   | 0                                                   | 0                                                   | 0                                                   | 0                                                   |
| РС-12                                               | 40                                                  | 0                                                   | 0                                                   | 0                                                   | 0                                                   | 0                                                   | 0                                                   | 0                                                   | 0                                                   | 0                                                   | 0                                                   | 0                                                   | 0                                                   | 0                                                   | 0                                                   | 0                                                   |
| РС-16                                               | 188                                                 | 0                                                   | 0                                                   | 0                                                   | 0                                                   | 0                                                   | 0                                                   | 0                                                   | 0                                                   | 0                                                   | 0                                                   | 0                                                   | 0                                                   | 0                                                   | 0                                                   | 0                                                   |
| РС-20                                               | 3 080                                               | 1 860                                               | 1 800                                               | 1 800                                               | 1 800                                               | 1 660                                               | 1 480                                               | 1 160                                               | 1 080                                               | 850                                                 | 800                                                 | 760                                                 | 750                                                 | 680                                                 | 590                                                 | 580                                                 |
| РС-18                                               | 1 800                                               | 1 020                                               | 1 008                                               | 960                                                 | 900                                                 | 900                                                 | 900                                                 | 780                                                 | 780                                                 | 774                                                 | 756                                                 | 738                                                 | 660                                                 | 432                                                 | 420                                                 | 420                                                 |
| РС-22Ш                                              | 560                                                 | 100                                                 | 100                                                 | 100                                                 | 100                                                 | 60                                                  | 0                                                   | 0                                                   | 0                                                   | 0                                                   | 0                                                   | 0                                                   | 0                                                   | 0                                                   | 0                                                   | 0                                                   |
| РС-22Ж                                              | 330                                                 | 360                                                 | 360                                                 | 360                                                 | 360                                                 | 360                                                 | 360                                                 | 150                                                 | 150                                                 | 0                                                   | 0                                                   | 0                                                   | 0                                                   | 0                                                   | 0                                                   | 0                                                   |
| РС-12М                                              | 288                                                 | 360                                                 | 360                                                 | 360                                                 | 360                                                 | 360                                                 | 345                                                 | 333                                                 | 315                                                 | 291                                                 | 254                                                 | 243                                                 | 213                                                 | 180                                                 | 174                                                 | 171                                                 |
| РС-12М2                                             | 0                                                   | 0                                                   | 0                                                   | 10                                                  | 20                                                  | 24                                                  | 30                                                  | 36                                                  | 36                                                  | 40                                                  | 42                                                  | 44                                                  | 48                                                  | 50                                                  | 49                                                  | 52                                                  |
| РС-12М2 мобильный                                   | 0                                                   | 0                                                   | 0                                                   | 0                                                   | 0                                                   | 0                                                   | 0                                                   | 0                                                   | 0                                                   | 0                                                   | 0                                                   | 3                                                   | 6                                                   | 15                                                  | 15                                                  | 18                                                  |
| РС-24                                               | 0                                                   | 0                                                   | 0                                                   | 0                                                   | 0                                                   | 0                                                   | 0                                                   | 0                                                   | 0                                                   | 0                                                   | 0                                                   | 0                                                   | 0                                                   | 0                                                   | 0                                                   | 18                                                  |
| Всего                                               | 6 612                                               | 3 700                                               | 3 630                                               | 3 590                                               | 3 540                                               | 3 364                                               | 3 115                                               | 2 429                                               | 2 331                                               | 1 955                                               | 1 852                                               | 1 788                                               | 1 677                                               | 1 357                                               | 1 248                                               | 1 259                                               |

### Ракетные армии и входящие в них дивизии
Ракетные войска стратегического назначения — единственный род войск в ВС РФ, в котором целиком сохранена армейско-дивизионная структура, видоизменённая либо упразднённая в остальных видах и родах войск в течение 1990—2000-х годов.
- 27-я гвардейская ракетная Витебская Краснознамённая армия (Владимир)
  - 7-я гвардейская ракетная Режицкая Краснознамённая дивизия (Озёрный (Выползово, Бологое-4))
  - 14-я ракетная Киевско-Житомирская ордена Кутузова дивизия (Йошкар-Ола)
  - 28-я гвардейская ракетная Краснознамённая дивизия (Козельск)
  - 54-я гвардейская ракетная ордена Кутузова дивизия (Красные Сосенки (Тейково-6))
  - 60-я ракетная Таманская ордена Октябрьской Революции, Краснознамённая дивизия имени 60-летия СССР (Светлый (Татищево-5))
- 31-я ракетная армия (Ростоши, Оренбург)
  - 8-я ракетная Мелитопольская Краснознамённая дивизия (Первомайский (Юрья-2))
  - 13-я ракетная Оренбургская Краснознамённая дивизия (Ясный, Домбаровский)
  - 42-я ракетная Тагильская дивизия (Свободный).
- 33-я гвардейская ракетная Бериславско-Хинганская дважды Краснознамённая, ордена Суворова армия (Омск)
  - 29-я гвардейская ракетная Витебская ордена Ленина, Краснознамённая дивизия (Иркутск)
  - 35-я ракетная Краснознамённая, орденов Кутузова и Александра Невского дивизия (Сибирский)
  - 39-я гвардейская ракетная Глуховская ордена Ленина, Краснознамённая, орденов Суворова, Кутузова и Богдана Хмельницкого дивизия (Гвардейский (Новосибирск-95))
  - 62-я ракетная Ужурская Краснознамённая дивизия имени 60-летия СССР (Солнечный (Ужур-4))

Расформированы:
Из состава 27-й ракетной армии:
- 49-я гвардейская ракетная Станиславско-Будапештская, Краснознамённая дивизия, ранее выведенная из г. Лида, Белоруссия.

В составе 31-й ракетной армии были расформированы:
- 52-я ракетная Тарнопольско-Берлинская орденов Богдана Хмельницкого и Красной Звезды дивизия.

В 2002 году 52-я ракетная дивизия была расформирована, а на её основе 1 декабря 2002 года создана 1328-я база хранения и перегрузки элементов БЖРК (в/ч 12264). В сентябре 2007 года, во исполнение директивы Министра обороны России от 28 ноября 2006 года № 030 1328-я база хранения и перегрузки элементов БЖРК была расформирована.
- 59-я ракетная дивизия (Дислоцировалась в посёлке Солнечный (в 1992 году переименован в Локомотивный)

Расформирована в 2005 году. Её расформирование произошло по договору между Россией и США о сокращении стратегических вооружений. В конце июля 2005 года была взорвана последняя шахтная пусковая установка межконтинентальной баллистической ракеты Р-36М УТТХ.

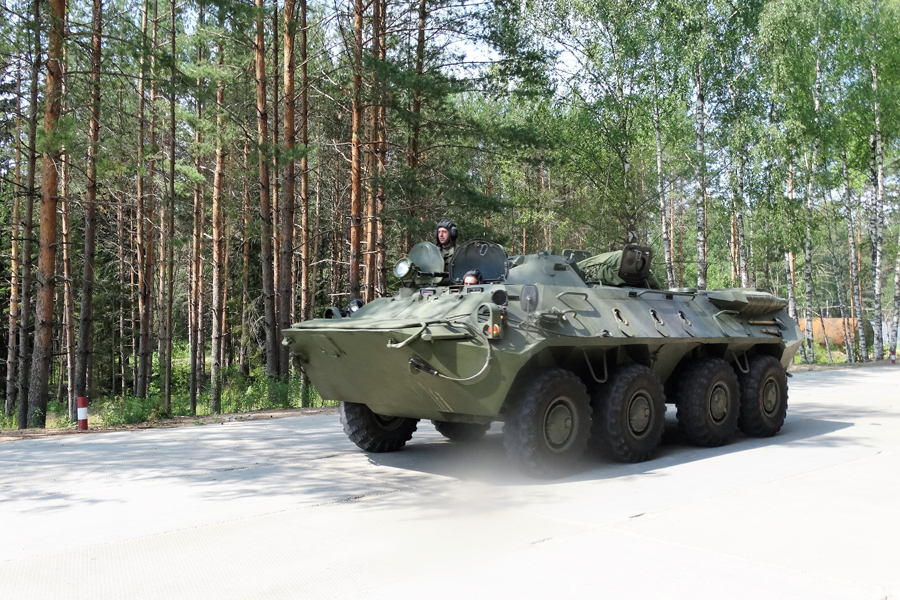
БТР-70М 54-й гв. рд на финальном этапе конкурса РВСН «Стратегическое многоборье» 4 июля 2016.

43-я ракетная армия, в состав которой входили и, соответственно, также были расформированы:
- - 33-я гвардейская ракетная Свирская Краснознамённая, орденов Суворова, Кутузова и Александра Невского дивизия (Мозырь, Белоруссия)
  - 37-я гвардейская ракетная Севастопольская орденов Ленина и Кутузова дивизия (в/ч 43195, Луцк, Украина)
  - 41-я гвардейская ракетная Львовско-Берлинская орденов Кутузова и Богдана Хмельницкого дивизия (в/ч 34159, Алейск)[37]
  - 52-я ракетная Тарнопольско-Берлинская орденов Богдана Хмельницкого и Красной Звезды дивизия.

19-я ракетная Запорожская Краснознамённая, орденов Суворова и Кутузова дивизия (в/ч 33784, Хмельницкий, Украина) была переименована в 1-ю ракетную дивизию ВС Украины.
53-я ракетная армия (г. Чита), в состав которой входили и, соответственно, также были расформированы:
- - 4-я ракетная дивизия (Дровяная, Читинская область);
  - 27-я ракетная дивизия (Свободный, Амурская область);
  - 36-я гвардейская ракетная дивизия (Красноярск, Красноярский край);
  - 47-я ракетная дивизия (Оловянная, Читинская область).

### Полигоны
- Полигон Капустин Яр
- Полигон Сары-Шаган (Казахстан)

### Космодромы
- Пусковая база «Ясный»
- 261-й научно-испытательный центр (в/ч 15646) на полигоне Капустин Яр

### Авиация РВСН
Ракетные войска стратегического назначения эксплуатируют 7 аэродромов и 8 вертодромов. На вооружении авиации РВСН состоят вертолёты Ми-8 всех модификаций, самолёты Ан-24, Ан-26, Ан-72, Ан-12.
На начало 2011 года авиация РВСН насчитывала около 80 воздушных судов. 1 апреля 2011 года авиацию РВСН планировалось передать в состав Военно-воздушных сил РФ.

### Ракетные арсеналы
В состав частей центрального подчинения входят три ракетных арсенала: 21-й (дислоцируется в посёлке Хризолитовый), 27-й (село Суроватиха) и 29-й (посёлок Балезино-3).

### Инженерные части
РВСН имеет в своём составе инженерные части, на оснащении которых имеются машины инженерного обеспечения и маскировки (МИОМ), машины дистанционного разминирования (МДР) и «Листва», путепрокладчик КДМ.

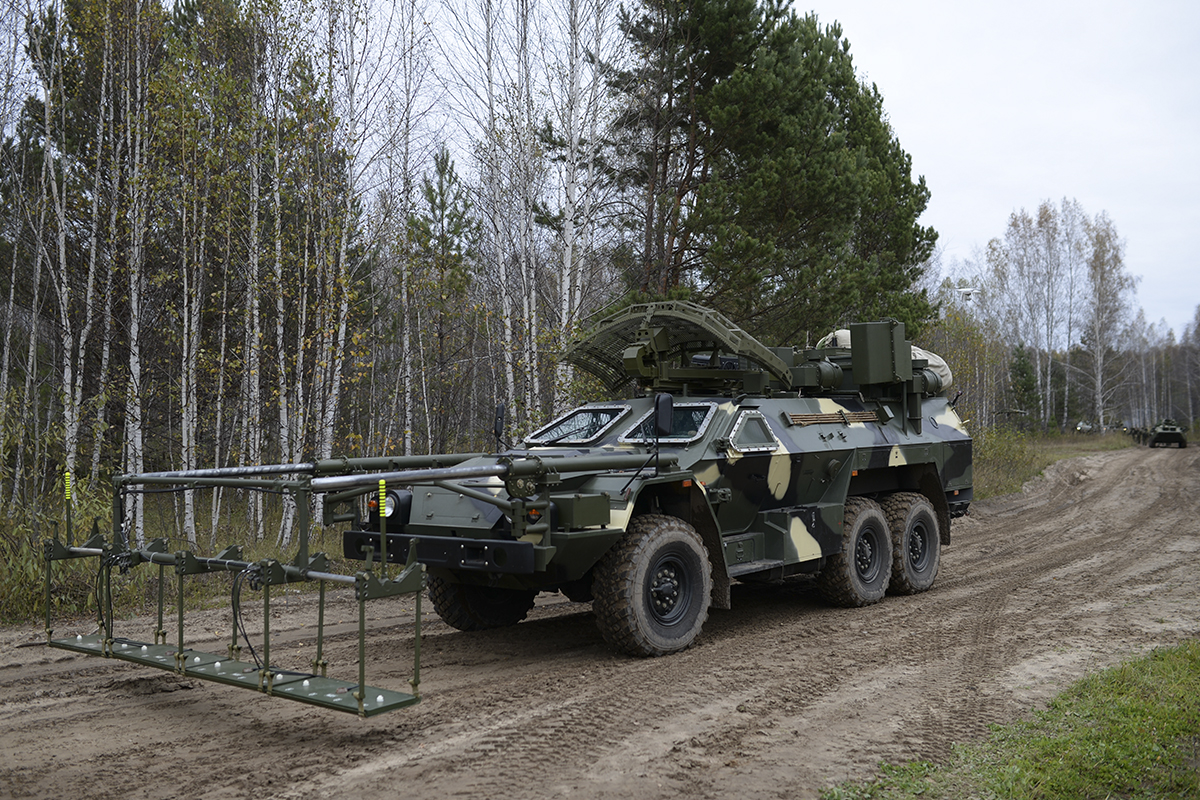
Машина дистанционного разминирования «Листва» на командно-штабном учении 39-й гв. рд 29 сентября 2017.

### Подразделения противодиверсионной борьбы
Штатные части (подразделения) и нештатные формирования ракетных объединений, соединений и частей, предназначенные для защиты объектов (командных пунктов, боевых стартовых позиций, пунктов управления, линий управления войсками, объектов системы электроснабжения ракетных комплексов и связи и др.) от нападения диверсионно-разведывательных формирований и других специальных формирований противника. Состав штатных сил определён организационно-штатной структурой РВСН, а состав нештатных формирований определяется командующим (командиром), исходя из складывающейся обстановки и возможностей войск. Кроме того, для противодиверсионной борьбы РВСН (ракетным объединениям, соединениям, частям) могут придаваться во временное подчинение силы и средства сил территориальной обороны.

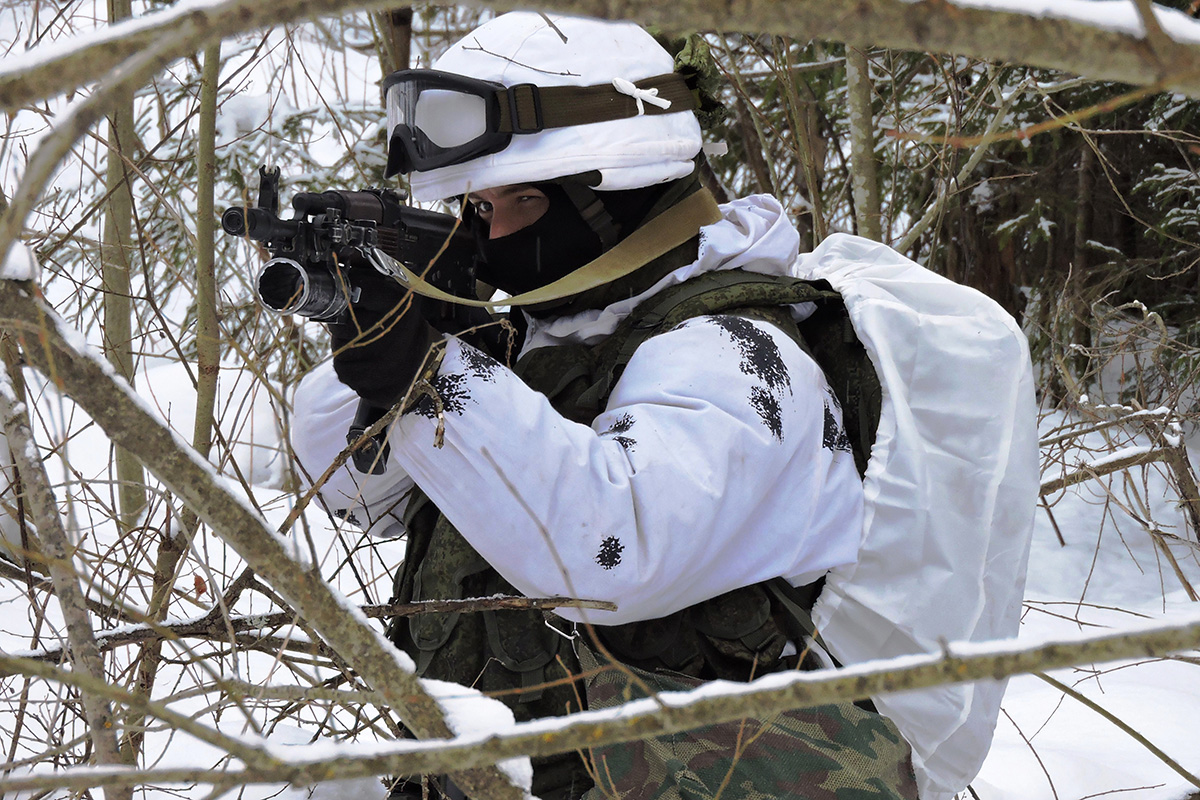
Будни военнослужащих РВСН в зимний период обучения

В РВСН противодиверсионной борьбой занимаются батальоны охраны и разведки, группы по борьбе с диверсионно разведывательными группами, подвижные резервы, противодиверсионные группы, разведывательные группы и караулы.
История создания
В 1990 году в составе РВСН, при штабах ракетных армий, создаются специализированные подразделения противодиверсионной борьбы. В числе основных задача новых подразделений — охрана и защита СПУ, командных пунктов (КП), кабелей боевого управления (КБУ), поиск и уничтожение РДФ противника в позиционных районах РВСН. Подразделения противодиверсионной борьбы были сформированы на основании решения МО СССР от 2.12.1989 и директивы ГШ ВС СССР 314/4/0910 от 6.6.1990, а также директивы ГК РВ № 432/3/00381 от 22.5.1990 и приказа ГК РВСН № 0106 от 29.6.1990. Штатное расписание отдельных рот противодиверсионной борьбы (ОРПДБ) были утверждены приказом ГК РВСН от 21.05.1990. ОРПДБ формировались при каждой из пяти ракетных армии, а также в Одинцово был сформирован 1730-й отдельный батальон противодиверсионной борьбы (ОБПДБ), находившийся в непосредственном подчинении Главкома РВСН.
Формирование офицерского состава новых подразделений предписывалось осуществлять из числа специалистов СВ и запрещался отрыв личного состава батальона и рот противодиверсионной борьбы на все виды работ, не связанных с учебным процессом (Директива ГK РВ 43213/00381). Военно-учётные специальности (ВУС) военнослужащие новых подразделений получили «в наследство» от Мотострелковых войск, что в сочетании с офицерами пришедшими оттуда же, определило направленность дальнейшего развития подразделений ПДБ. Военнослужащие подразделений ПДБ имели хорошую огневую, физическую и специальную тактическую подготовку.
Всего в роте по штату состояло 122(70) человек, 13(9) БТР 70, 8(6) транспортных Газ-66, 4(2) «Василька» на базе Газ-66 (Миномётного взвода) Стрелковое оружие в роте на вооружении состояло следующее: АГС-17 — 8(4), РПГ-16(РПГ-7Д) — 12(8), РПКС-74 — 12(8), СВД — 12(8), АКС-74 — 110(53), ПМ — 12(9).
С 1997 по 2001 гг. все штатные армейские противодиверсионные силы были расформированы.
В соответствии с директивой МО РФ № Д-05 от 31.01.2005 были сформированы отдельные батальоны охраны и разведки (ОБОР).
Отдельные батальоны охраны и разведки предназначены:
- для охраны и обороны объектов соединения;
- обеспечения комендантской службы;
- сопровождения воинских колонн со специальными грузами;
- борьбы с диверсионно-разведывательными формированиями противника;
- ведения разведки в позиционном районе соединения.

В состав одного батальона входят:
- Рота охраны и разведки (РОиР)
- Рота противодиверсионной борьбы и разведки (ПДБиР).

С 25 ноября 2011 года в связи с реформой в Вооружённых силах Российской Федерации отдельные батальоны охраны и разведки были приданы в штат ракетных соединений и переименованы в батальоны охраны и разведки (БОР).
На вооружении противодиверсионных подразделений РВСН находятся бронеавтомобили Камаз-43269 «Выстрел» и противодиверсионные машины «Тайфун-М».

## Учебные заведения РВСН
- Сибирский государственный университет науки и технологий
- Военная академия РВСН имени Петра Великого
- Филиал Военной академии Ракетных войск стратегического назначения имени Петра Великого
- 161 школа техников Ракетных войск стратегического назначения[50]
- 90-й Межвидовый региональный учебный центр Ракетных войск стратегического назначения[51]
- 47-й Межвидовый региональный учебный центр Ракетных войск стратегического назначения
- Краснодарское высшее военное командно-инженерное училище Ракетных войск (расформировано в 1998 г.)[52]
- Пермский военный институт ракетных войск (расформирован в 2003 г.)
- Ростовский военный институт ракетных войск (расформирован в 2011 г.)
- Ставропольский военный институт связи Ракетных войск (расформирован в 2010 г.)
- Военный учебный центр при Московском авиационном институте[53]
- Военный учебный центр при Сибирском государственном университете науки и технологий[54]
- Пермское суворовское военное училище[55]